# Сильвер Стоун Трофей
Сильвер Стоун Трофей (англ. Silver Stone Trophy) — хоккейный трофей, который получал с 1997 года по 2000 год победитель Хоккейной Евролиги, с 2005 года по 2008 год победитель Кубка европейских чемпионов, а в 2009 году победитель Хоккейной лиги чемпионов. Кубок был изготовлен итальянским скульптором Энцо Бози. 

## Все победители
Хоккейной Евролиги
- 1997  ТПС Турку
- 1998  «Фельдкирх»
- 1999  «Металлург» Магнитогорск
- 2000  «Металлург» Магнитогорск

Кубка европейских чемпионов
- 2005  «Авангард» Омск
- 2006  «Динамо» Москва
- 2007  «Ак Барс» Казань
- 2008  «Металлург» Магнитогорск

Хоккейная Лига чемпионов (2008-2009)
- 2009  Цюрих Лайонс